# Paulo Antônio de Oliveira
Paulo Antônio de Oliveira (Cuiabá, 16 juli 1982), ook wel kortweg Paulinho genoemd, is een Braziliaans voetballer.

## Carrière
Paulinho speelde tussen 2001 en 2011 voor Atlético Mineiro, Al-Ahli, Dorados Sinaloa, Kyoto Sanga FC, Sport Recife en Ventforet Kofu. Hij tekende in 2012 bij Gamba Osaka.